# Clarence Newton
Clarence Henry "Chris" Newton, född 3 februari 1899 i Toronto, död 23 oktober 1979 i Toronto, var en kanadensisk boxare.
Newton blev olympisk bronsmedaljör i lättvikt i boxning vid sommarspelen 1920 i Antwerpen.